# Armenischer Fußballpokal 2009
Der armenische Fußballpokal 2009 war die 18. Austragung des Pokalwettbewerbs in Armenien.
Acht Mannschaften nahmen teil. Der FC Pjunik Jerewan gewann zum vierten Mal den Pokal. Im Finale wurde der FC Banants Jerewan durch ein Tor von Henrich Mchitarjan in der Nachspielzeit mit 1:0 besiegt. Banants war als unterlegener Finalist für die Europa League qualifiziert, da Double-Sieger Pjunik bereits für die Champions League gemeldet hatte.

## Modus
Der Pokal wurde in drei Runden ausgetragen. Bis zum Halbfinale wurden die Sieger in Hin- und Rückspiel ermittelt. Bei Torgleichstand entschied zunächst die Anzahl der Auswärts erzielten Tore, danach eine Verlängerung, wurde in dieser nach zweimal 15 Minuten keine Entscheidung erreicht, folgte ein Elfmeterschießen, bis der Sieger ermittelt war. Das Finale wurde in einem Spiel in Jerewan ausgetragen.

## Viertelfinale
| Datum             |                    | Gesamt |                    | Hinspiel | Rückspiel |
| ----------------- | ------------------ | ------ | ------------------ | -------- | --------- |
| 17.03./07.04.2009 | FC Ulisses Jerewan | 4:2    | Gandsassar Kapan   | 4:1      | 0:1       |
| 17.03./07.04.2009 | FC Pjunik Jerewan  | 6:0    | FC Kilikia Jerewan | 3:0      | 3:0       |
| 18.03./08.04.2009 | MIKA Aschtarak     | 3:2    | FC Schirak Gjumri  | 3:1      | 0:1       |
| 18.03./08.04.2009 | FC Banants Jerewan | 3:0    | FA Ararat Jerewan  | 2:0      | 1:0       |

## Halbfinale
| Datum             |                    | Gesamt |                    | Hinspiel | Rückspiel |
| ----------------- | ------------------ | ------ | ------------------ | -------- | --------- |
| 14.04./21.04.2009 | FC Ulisses Jerewan | 1:4    | FC Pjunik Jerewan  | 1:3      | 0:1       |
| 15.04./22.04.2009 | MIKA Aschtarak     | 3:5    | FC Banants Jerewan | 1:1      | 2:4       |

## Finale
| FC Banants Jerewan                                                  | FC Banants Jerewan | FC Pjunik Jerewan | FC Pjunik Jerewan |
| ------------------------------------------------------------------- | --- | --- | ----------------- |
| FC Banants Jerewan                                                  | \| 9. Mai 2009 in Jerewan (Wasken Sarkissjan Republikanisches Stadion) \| \| Ergebnis: 0:1 (0:0) \| \| Zuschauer: 7.500 \| \| Schiedsrichter: Paolo Dondarini ( Italien) \| | \| 9. Mai 2009 in Jerewan (Wasken Sarkissjan Republikanisches Stadion) \| \| Ergebnis: 0:1 (0:0) \| \| Zuschauer: 7.500 \| \| Schiedsrichter: Paolo Dondarini ( Italien) \|                                                                                  | FC Pjunik Jerewan |
| FC Banants Jerewan                                                  | Stepan Ghasarjan – Hovhannes Grigorjan (70. Gritscha Chatschatrjan), Artur Woskanjan , Jarema Kawatsiw, Eduard Kakosjan – Noah Kasule, Sarkis Karapetjan, Artak Aschjan, Arsen Balabekjan (82. Artak Osejan), Hrant Geworgjan (50. Norajr Giosaljan) – Samvel Melkonjan (74. Sarkis Nasibjan) Cheftrainer: Armen Gjulbudaghjants | Grigor Meliksetjan – Sargis Howsepjan, Karen Chatschatrjan, Wahagn Minasjan, Emmanuel Mbola – Artur Juspaschjan, Artur Jedigarjan, Norajr Sahakjan (60. Mihran Manasjan), Edgar Malakjan – Henrich Mchitarjan, Geworg Ghasarjan Cheftrainer: Wardan Minasjan | FC Pjunik Jerewan |
| FC Banants Jerewan                                                  | 0:1 Henrich Mchitarjan (90.+2') | | FC Pjunik Jerewan |
| FC Banants Jerewan                                                  | Hovhannes Grigorjan, | Artur Juspaschjan | FC Pjunik Jerewan |
| FC Banants Jerewan                                                  | Noah Kasule | Edgar Malakjan | FC Pjunik Jerewan |
| 9. Mai 2009 in Jerewan (Wasken Sarkissjan Republikanisches Stadion) | | |                   |
| Ergebnis: 0:1 (0:0)                                                 | | |                   |
| Zuschauer: 7.500                                                    | | |                   |
| Schiedsrichter: Paolo Dondarini ( Italien)                          | | |                   |